# پهلوانی
پهلوانی آئینی است باستانی و تاریخی

## تاریخچه
ریشه آئین پهلوانی بنا به گفته برخی به زمان اشکانیان باز می‌گردد.
اسطوره‌های پهلوانی در فرهنگ ایرانی، پهلوانان شاهنامه هستند.
پهلوانی در دوره بعد از اسلام با برخی مفاهیم اسلامی ممزوج گشت. علی فرزند ابوطالب در آئین پهلوانی بعد از اسلام معمولاً به عنوان سمبل یک پهلوان کامل مطرح می‌شود.

## معنای واژه
میرجلال‌الدین کزازی ادیب و زبانشناس ایرانی گفته است: پهلوان از دو پاره‌ی «پَهلَو» با پساوندِ «ان» که پساوند بازخوانی است، تشکیل شده است. با این پساوند ما از نام و اسم، فروزه و صفت می‌سازیم. «پَهلَو»، ریختِ دیگری از واژه‌ی فارسی «پرفَوَ» است که نام یکی از تیره‌های ایرانی بوده و واژه‌ی پارت، از آن ستانده شده است. اشکانیان از این تیره و تبار بوده‌اند که به دلاوری آوازه‌ی بلند یافته‌اند.
بارها سپاهیان اشکانی، سپاهیان روم را در هم شکسته‌اند و آن‌چنان در جنگاوری و دلیری و بی‌باکی آوازه یافته بودند که این نام نزدِ رومیان کهن و اروپاییان برابر با «پهلوانی» شده است و هنوز آن را در واژه‌ی پارتیزان باز می‌یابیم. پارتیزان کسی است که به شیوه‌ی پارتی می‌جنگد.
پهلوان به فرد رشید و جوانمرد گفته می‌شود. 
مترادف پهلوانی :شجاعت، قهرمانی، یلی، شیری 

## خصوصیات پهلوان
از مهمترین ویژگی‌های یک پهلوان می‌توان به موارد زیر اشاره کرد.
- جوانمردی یا عیاری
- ظلم ستیزی
- حق ستانی ضعیفان از زورمندان

## پهلوانی و قهرمانی
در آئین پهلوانی بیش از زورمندی و جنگاوری یک مبارز خصوصیات مثبت اخلاقی او ملاک سنجش پهلوان است. یک پهلوان لزوما همیشه برنده هماورد و قهرمان نیست. به‌طور مثال پوریای ولی که به عنوان یک پهلوان شناخته می‌شود در یک مبارزه از حریفی تازه‌کار به انتخاب خود شکست می‌خورد چون شب پیش از مبارزه صحبت‌های مادر او را شنیده‌است که شرایط پسرش و نیازش به بردن از پوریای ولی را می‌شنود.
بسیاری قهرمانی را حتی دارای بار منفی می‌دانند.به‌طور مثال فریدون جنیدی در پاسخ به برخی افغان‌هایی که از احمد شاه مسعود با لقب قهرمان ملی یاد می‌کردند گفت که بهتر است به جای قهرمان که از قهر و غضب ریشه دارند بگوییم او پهلوان ملی ما بود.
میرجلال الدین کزازی گفته است: یکی از لغزش‌های بزرگ روزگار ما این است که پهلوانی را با قهرمانی درآمیخته است، در حالی که روبه‌روی هم‌دیگر هستند. قهرمانانی را می‌شناسیم که با ترفند و نامردمی قهرمان شده‌ و نشان‌های زرین یا سیمین ستاده‌اند؛ اما قهرمانی، پهلوانی نیست.